# Посал (приток Воръя)
Посал — река в России, протекает по Ханты-Мансийскому АО. Устье реки находится в 7 км по правому берегу протоки Тохта реки Воръя. Длина реки составляет 39 км.

## Данные водного реестра
По данным государственного водного реестра России относится к Иртышскому бассейновому округу, водохозяйственный участок реки — Конда, речной подбассейн реки — Конда. Речной бассейн реки — Иртыш.